# Тульський кремль
Тульський кремль — пам'ятка російського оборонного зодчества XVI століття в м. Тулі. Побудований на найважливішому стратегічному напрямі кримсько-татарських набігів — Муравському шляху, протягом кількох століть обороняв південні рубежі Московії («Російської держави»), був головною ланкою Великої засічної межі. Зазнав перебудов під час ремонтів.

## Відомості
Історія кремля почалася в 1507 р., коли за указом великого князя Василя III в Тулі почали спорудження «кам'яного міста» — Тульської фортеці. Будівництво тривало 13 років і завершилося 1520 р. За час існування Тульський кремль жодного разу не здобули нападники. У 1552 р. під його стінами завдали поразки військам кримського хана Девлета І Ґерая, що багато в чому забезпечило успіх відомого походу царя Івана Грозного на Казанське ханство. У 1607 р. понад чотири місяці в Тулі оборонялися повсталі на чолі з Іваном Болотниковим проти війська царя Василя Шуйського.
Тульський кремль — регулярна фортеця, у плані є прямокутником із периметром стін близько 1 км і площею 6 гектарів. В архітектурі пам'ятника органічно поєднано традиції московської (російської) архітектури та досягнення західноєвропейського фортифікаційного мистецтва. Імена архітекторів, за проєктом яких зводили стіни та башти цього кремля, не дійшли до нашого часу; ймовірно, у спорудженні брали участь італійські архітектори.
В архівних матеріалах є відомості, що в 1787 році провели капітальний ремонт кремля, зокрема, знизивши висоту його стін.
Відмінна риса Тульського кремля — розташування на низькому, болотистому місці, у заплаві річки Упи. Активне використання фортечної артилерії в XVI столітті дозволяло споруджувати цитаделі на порівняно низькому місці, підтвердженням чого є Тульський кремль. Його стіни спорудили на потужному кам'яному фундаменті, що своєю чергою лежить на дубовій решітці. Загальна глибина фундаменту — близько 5,5 м. Фортечні стіни, первісна висота яких 10,70 м, а товщина згідно з описом 1685 р. доходить до 4 м, споруджені з двох видів будівельного матеріалу: нижня частина — з білого вапняку, верх — з великомірної червоної цегли. Прясла стін поділені широкими напівциркульними арками, у нижній частині яких прорізані бійниці підошовного бою. На висоті 6,5 м проходить «бойова хода» — майданчик для розміщення воїнів. Завершуються стіни дворогими зубцями у формі ластівчиного хвоста — мерлонами. У зубцях-мерлонах є бійниці верхнього бою.
Вогнева міць фортеці була зосереджена в дев'яти вежах, сильно винесених за лінію стін, що забезпечувало ведення флангового та фронтального вогню. Чотири круглі кутові вежі — глухі (Спаська, Накутна, Іванівська (Тайницька), Нікітська); чотири прямокутні центром стін — проїзні (вежі Водяних, Одоєвських, П'ятницьких, Іванівських воріт), п'ята — На Погребу — глуха. Кожна вежа була розділена дубовими настилами на 3-4 яруси, у яких стояли важкі пищалі.

## Світлини

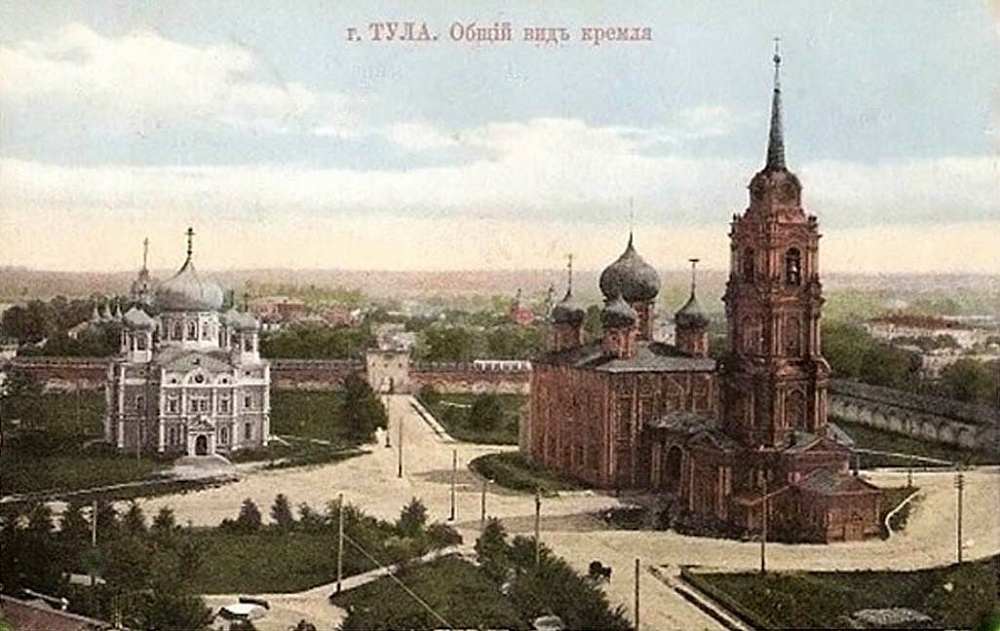
Поштівка
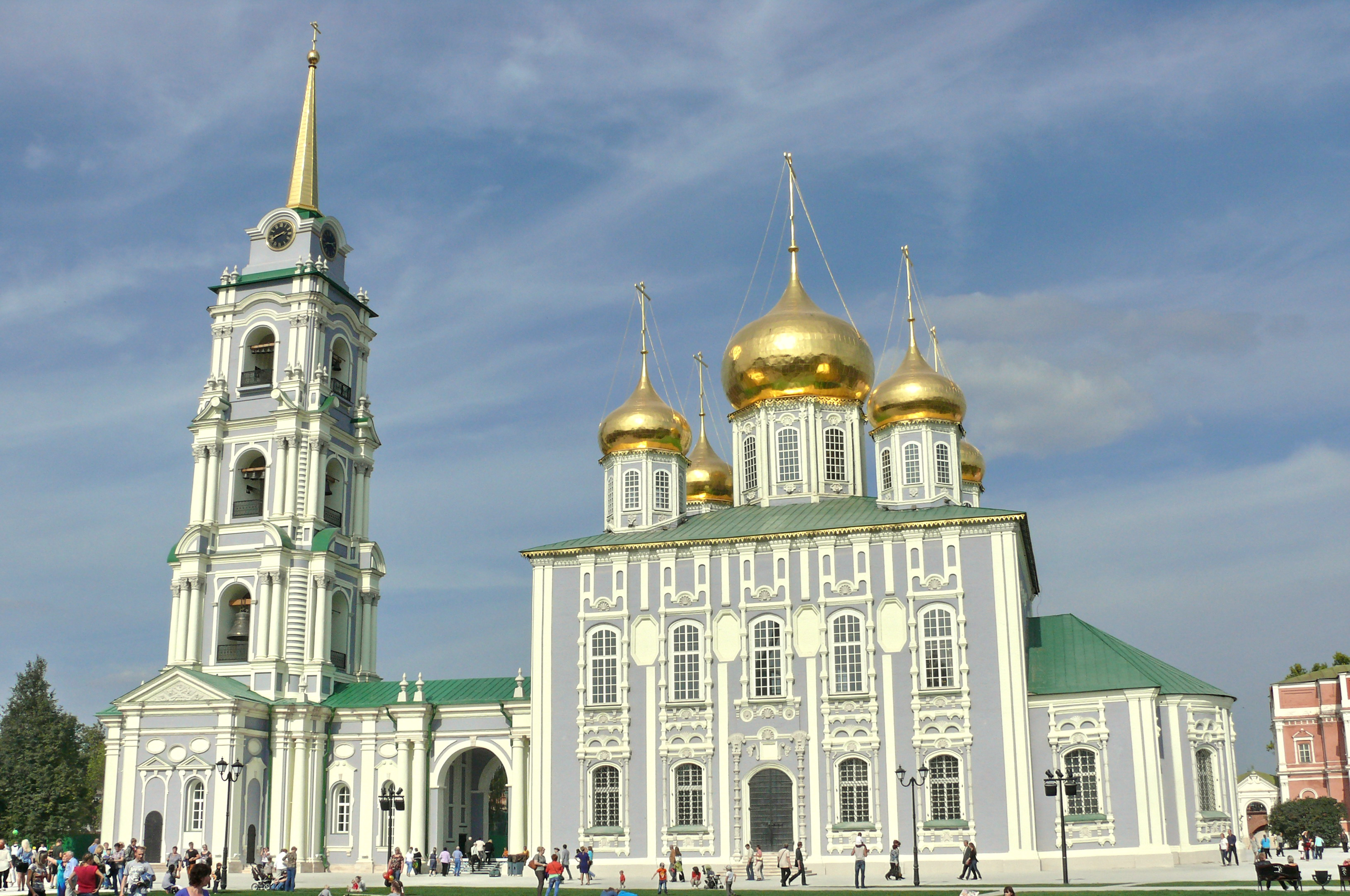
Успенський собор
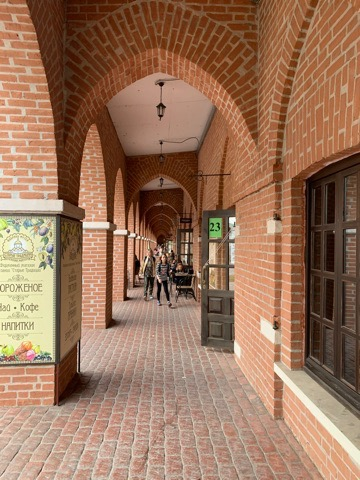